# 大垣市立荒崎小学校
大垣市立荒崎小学校（おおがきしりつ あらさきしょうがっこう）は、岐阜県大垣市にある市立小学校。

## 概要
- 通学区域は長松町（一部）、新長松1-3丁目、十六町、島町、荒川町（大谷川以西）、綾野町（大谷川以西）であり、公立中学校の進学先は大垣市立西部中学校である[1]。
- 1974年から2005年までは、大垣市立荒崎幼稚園を併設していた。

## 沿革
- 1873年（明治6年）6月 - 
  - 不破郡長松村に整誘義校が開校。
  - 不破郡十六村に嚶鳴義校が開校。
- 1880年（明治13年） -
  - 整誘義校が整誘学校に改称する。校区は長松村、荒川村、綾戸村。
  - 嚶鳴義校が嚶鳴学校に改称する。校区は十六村。
- 1886年（明治19年） - 
  - 整誘学校が長松尋常小学校に改称する。校区は長松村、荒川村、中曽根村、島村、十六村、綾戸村、矢道村、榎戸村。
  - 　嚶鳴学校が十六簡易科小学校に改称する。
- 1894年（明治27年） - 矢道村の児童が青野簡易科小学校へ転出する。
- 1897年（明治30年）4月1日 - 
  - 綾戸村、長松村、十六村、島村が合併し、荒崎村が発足。
  - 静里村、荒川村、久徳村、中曽根村、桧村が合併し、静里村が発足。
  - 長松尋常小学校が長松尋常高等小学校に改称する。
  - 十六簡易科小学校が十六尋常小学校に改称する。
- 1910年（明治43年） - 静里村に静里尋常小学校が開校。静里村との児童委託を解除し、静里村の荒川・中曽根が長松尋常小学校から静里尋常小学校へ転出する。
- 1922年（大正11年）以前 - 十六尋常小学校が長松尋常高等小学校に統合される。十六分教場[注釈 1][注釈 2]を設置。
- 1941年（昭和16年）4月1日 - 荒崎国民学校に改称する。
- 1947年（昭和22年）4月1日 - 荒崎村立荒崎小学校に改称する。
- 1954年（昭和29年） - 
  - 9月10日 - 荒崎村綾戸が垂井町、岩手村、府中村、宮代村、表佐村と合併し、垂井町が発足。綾戸地区の児童は表佐小学校に転入する[注釈 3]。
  - 10月1日 - 荒崎村が大垣市に編入される。同時に大垣市立荒崎小学校に改称する。
- 1973年（昭和48年） - 新校舎（鉄筋コンクリート造）が完成する。
- 1974年（昭和49年）4月 - 大垣市立荒崎幼稚園が開園する。荒崎小学校に併設され、園舎は1973年新築校舎の1階の2教室を使用する。
- 2005年（平成17年）3月 - 荒崎幼稚園と荒崎保育園が統合され、大垣市立荒崎幼保園となる。園舎は旧・荒崎保育園園舎を転用する。